# El Arlequín: periódico serio-burlesco
El Arlequín: periódico serio-burlesco va ser una publicació periòdica manuscrita que va sortir a Reus els anys 1867-1868.

## Història
La revista va sortir de la mà de tres estudiants de les Escoles Pies de Reus, Antoni Gaudí, Eduard Toda i Josep Ribera. L'edició de revistes manuscrites era freqüent en aquell col·legi. Toda i Ribera elaboraven els textos, i Gaudí les il·lustracions. Són els primers dibuixos que es coneixen del que després seria famós arquitecte.
Se'n van publicar dotze números i sembla que se n'elaboraven dotze exemplars de cadascun. Es posaven a la venda a un preu de dos quarts. La publicació va tenir dues èpoques. La primera des del 22 de novembre de 1867 fins al 31 de gener de 1868, i van sortir 9 números. Els articles eren de to cultural i festiu i incloïen poemes humorístics i romàntics. La segona època, ja sense la participació de Gaudí que havia marxat a Barcelona, va canviar radicalment de contingut. Va sortir iniciada la Revolució de Setembre amb un marcat to polític, anticlerical i antiborbònic. El subtítol dels tres números que van arribar a sortir d'aquesta segona època, era "periódico del matiz que le da la gana".
La col·lecció completa de 12 números es pot consultar al Museu Comarcal Salvador Vilaseca de Reus.